# Hälltjärnen (Vännäs socken, Västerbotten)
Hälltjärnen är en sjö i Vännäs kommun i Västerbotten och ingår i Umeälvens huvudavrinningsområde.